# Dirk Heirweg
Dirk Heirweg (nascido em 27 de setembro de 1955) é um ex-ciclista belga. Profissional de 1978 a 1990, Heirweg foi campeão belga na corrida por pontos em 1981. Competiu em duas provas de ciclismo de estrada nos Jogos Olímpicos de Verão de 1976.